# 張紹 (永樂進士)
張紹（1383年—？），字繼之，河南南陽府汝川壽永鄉西八里保人，明朝政治人物。進士出身。

## 生平
河南鄉試四十八名。永樂十年（1412年）壬辰科會試三十三名，殿試登進士第三甲第三十名。

## 家族
曾祖張巨川。祖父張立本，曾任本州儒學訓導。父亲張觀。